# Flora (Apayao)
Flora é um município de  terceira classe de renda municipal (d) na província Apayao, Kalinga-Apayao (en) e Província da Montanha, nas Filipinas. De acordo com o censo de 1 de maio  de  2020 possui uma população de 17 944 pessoas e 4 559 domicílios.